# Главы Иванова
Список глав Ива́нова с 1854 года по настоящее время.

## Исторические вехи
- В 1853 году образован Вознесенский посад. С 1853 года село Иваново и Вознесенский посад входили в состав Шуйского уезда Владимирской губернии. Посад имел права местного самоуправления, здесь существовала дума, которая ведала делами «хозяйственными, общественными и сиротскими».
- 11 мая 1854 года состоялись первые выборы в Посадскую Думу. Первым «мэром» — посадским головой — стал фабрикант И. А. Бабурин.[1]
- В 1871 году основан город Иваново-Вознесенск из села Иваново и Вознесенского посада. 6 июня 1872 года начинает работу Иваново-Вознесенская Городская дума.
- 27 августа 1917 года состоялись выборы в городскую Думу (102 места).
- 25 апреля 1918 года принято решение об объединении Иваново-Вознесенской думы с Советом рабочих и солдатских депутатов. 29 мая Городская дума упраздняется, 30 мая заведование отделами бывшего городского самоуправления передано исполкому Иваново-Вознесенского Совета рабочих и солдатских депутатов. 31 мая городское самоуправление ликвидировано.
- C 20 июня 1918 года по 14 января 1929 года Иваново-Вознесенск является административным центром Иваново-Вознесенской губернии.
- C 14 января 1929 года по 27 декабря 1932 года Иваново-Вознесенск — административный центр Иваново-Вознесенской промышленной области.
- 27 декабря 1932 года постановлением ЦИК СССР город Иваново-Вознесенск переименован в Иваново.
- С 27 декабря 1932 года по 11 марта 1936 года Иваново — административный центр Ивановской промышленной области, а затем административный центр Ивановской области.
- В 1993 году в соответствии с Указом Президента Российской Федерации Бориса Ельцина «О реформе местного самоуправления в РФ» от 26 октября 1993 года прекращена деятельность городских и районных Советов народных депутатов, в том числе и Ивановского городского Совета.
- 31 марта 1994 года состоялись выборы в Ивановскую городскую Думу (13 мест).
- 1 декабря 1996 года прошли выборы главы администрации города Иваново и Ивановской городской Думы.
- 3 декабря 2000 года состоялись выборы главы администрации города и городской Думы
- 4 декабря 2005 года выборы в городскую Думу и мэра города
- 14 марта 2010 года выборы городской Думы.

## Градоначальники
С появлением Вознесенского посада высшим чиновником являлся посадский голова. После образования Иваново-Вознесенска в 1871 году, учреждён пост Городского головы. После 1917 года городом управлял Председатель городского исполнительного комитета.
В настоящее время Главой города Иваново является мэр города, он же является Председателем городской думы. Высшим должностным лицом города Иваново является Глава Администрации города Иваново. Главой правительства города Иваново является глава администрации, который назначается по конкурсу Городской Думой. Законодательный орган города Иваново — Городская Дума, избирается всенародно на 4 года.

### Российская империя
| Фамилия, Имя Отчество                   | Годы жизни         | Должность                      | Период руководства              |
| Вознесенский Посад                      | Вознесенский Посад | Вознесенский Посад             | Вознесенский Посад              |
| --------------------------------------- | ------------------ | ------------------------------ | ------------------------------- |
| Бабурин, Иван Александрович (фабрикант) | 1795 — 1860        | посадский голова               | 1854—?                          |
|                                         |                    | посадский голова               | ?—1871                          |
| Иваново-Вознесенск                      |                    |                                |                                 |
| Борисов, Петр Степанович                |                    | городской голова               | 5 июля 1872 — декабрь 1876      |
| Гарелин, Яков Петрович                  | 1820—1890          | городской голова               | 4 января 1877 — июль 1886       |
| Дилигенский, Александр Иванович         |                    | городской голова               | 2 ноября 1886 — 25 мая 1894     |
| Дербенёв, Павел Никанорович             | 1852—1920          | городской голова               | 25 мая 1894 — 12 мая 1905       |
| Ноздрин, Авенир Евстигнеевич            | 1862—1938          | председатель городского Совета | 15 мая 1905 — июль 1905         |
| Беген, Николай Густавович               | 1854—?             | городской голова               | 10 ноября 1905 — 8 декабря 1909 |
| Канивцев П. В.                          |                    | городской голова               | декабрь 1909 — июнь 1911        |
| Лаханин, Николай Сергеевич              |                    | городской голова               | 30 июня 1911 — 21 августа 1915  |
| Семёнов, Александр Кузьмич              |                    | городской голова               | 21 августа 1915 — 30 мая 1917   |

### Временное правительство
| Фамилия, Имя Отчество         | Годы жизни         | Должность | Период руководства              |
| Иваново-Вознесенск            | Иваново-Вознесенск | Иваново-Вознесенск | Иваново-Вознесенск              |
| ----------------------------- | ------------------ | --- | ------------------------------- |
| Кузнецов, Василий Петрович    |                    | председатель городского исполнительного комитета Советов рабочих и солдатских депутатов — СРСД с 4 марта 1917 председатель Комитета общественной безопасности | 3 марта 1917 — 7 марта 1917     |
| Степанов, Василий Яковлевич   |                    | председатель городского исполнительного комитета (СРСД) | 7 марта 1917 — 19 апреля 1917   |
| Жиделёв, Николай Андреевич    | 1880 — 1950        | председатель городского исполнительного комитета (СРСД) | 19 апреля 1917 — 7 июня 1917    |
| Кондратьев, Михаил Петрович   |                    | городской голова | 30 апреля 1917 — август 1917    |
| Бурылин, Николай Геннадьевич  | 1851 — 1928        | председатель городской думы | 13 мая 1917 — июнь 1917         |
| Киселёв, Алексей Семёнович    | 1879 — 1937        | председатель городского исполнительного комитета | июнь 1917 — 27 сентября 1917    |
| Любимов, Исидор Евстигнеевич  | 1882 — 1937        | городской голова | август 1917 — сентябрь 1917     |
| Самойлов, Федор Никитич       | 1882 — 1952        | председатель городского исполнительного комитета | 27 сентября 1917 — декабрь 1917 |
| Асаткин, Александр Николаевич | 1885 — 1937        | председатель городской Думы | 5 октября 1917 — 30 ноября 1917 |

### РСФСР и СССР
| Фамилия, Имя Отчество           | Годы жизни                                | Должность                                        | Период руководства                 |
| Иваново-Вознесенск              | Иваново-Вознесенск                        | Иваново-Вознесенск                               | Иваново-Вознесенск                 |
| ------------------------------- | ----------------------------------------- | ------------------------------------------------ | ---------------------------------- |
| Жугин, Афанасий Иванович        | 11 (23 февраля) 1884 — 20 января 1946     | председатель городской Думы                      | 30 ноября 1917 — май 1918          |
| Калашников, Василий Степанович  | 7 марта (23 февраля) 1890 — 25 марта 1970 | председатель городского исполнительного комитета | декабрь 1917 — 14 февраля 1918     |
| Степанов, Василий Яковлевич     |                                           | председатель городского исполнительного комитета | 14 февраля 1918 — 30 мая 1918      |
| Жиделёв, Николай Андреевич      | 1880 — 1950                               | председатель городского исполнительного комитета | июнь 1918 — 2 сентября 1918        |
| Кузнецов, Василий Петрович      |                                           | председатель городского исполнительного комитета | 2 сентября 1918 — май 1919         |
| Фирстов, Иван Петрович          |                                           | председатель городского исполнительного комитета | май 1919 — 14 декабря 1920         |
| Конопатский, Николай Николаевич |                                           | председатель городского исполнительного комитета | 14 декабря 1920 — декабрь 1921     |
| Цветков, Николай Григорьевич    |                                           | председатель городского исполнительного комитета | 1921 — март 1925                   |
| Жугин, Афанасий Иванович        |                                           | председатель городского исполнительного комитета | апрель 1925 — 24 июля 1928         |
| Соколов А. П.                   |                                           | председатель городского исполнительного комитета | 24 июля 1928 — декабрь 1928        |
| Луговской, Иван Иванович        |                                           | председатель городского исполнительного комитета | декабрь 1928 — 1 сентября 1931     |
| Малков, Владимир Владимирович   | 1880 — 1946                               | председатель городского исполнительного комитета | сентябрь 1931 — май 1932           |
| Иваново                         |                                           |                                                  |                                    |
| Корнилов, Александр Викторович  |                                           | председатель городского исполнительного комитета | 11 мая 1932 — сентябрь 1935        |
| Артемьев, Василий Захарович     |                                           | председатель городского исполнительного комитета | 29 сентября 1937 — май 1938        |
| Кузнецов, Николай Сергеевич     |                                           | председатель городского исполнительного комитета | июнь 1938 — ноябрь 1938            |
| Гонобоблев, Михаил Яковлевич    |                                           | председатель городского исполнительного комитета | 20 ноября 1938 — 30 января 1942    |
| Лахтин, Пётр Иванович           |                                           | председатель городского исполнительного комитета | 30 января 1942 — 16 сентября 1943  |
| Бойцов, Василий Иванович        | 1907 — ?                                  | председатель городского исполнительного комитета | 16 сентября 1943 — 17 октября 1946 |
| Творогов, Александр Дмитриевич  |                                           | председатель городского исполнительного комитета | октябрь 1946 — 4 января 1951       |
| Смирнов, Борис Филиппович       |                                           | председатель городского исполнительного комитета | 5 января 1951 — 14 марта 1957      |
| Шилов, Николай Иванович         |                                           | председатель городского исполнительного комитета | 14 марта 1957 — 13 марта 1961      |
| Николаева, Татьяна Николаевна   |                                           | Первый Секретарь городского комитета партии      | январь 1959 — март 1959            |
| Гаралик, Елена Ивановна         |                                           | Первый Секретарь городского комитета партии      | 1961                               |
| Шарунов, Василий Васильевич     |                                           | председатель городского исполнительного комитета | 13 марта 1961 — 11 марта 1963      |
| Пичугин, Борис Петрович         |                                           | председатель городского исполнительного комитета | 11 марта 1963 — 26 марта 1969      |
| Клюев, Владимир Григорьевич     | 1924 — 1998                               | Первый Секретарь городского комитета партии      | 1964 — 1966                        |
| Лаптев, Адольф Фёдорович        | 1935 — 2005                               | председатель городского исполнительного комитета | 26 марта 1969 — 25 июня 1975       |
| Круглов, Лев Михайлович         | 1929 — 2011                               | председатель городского исполнительного комитета | 25 июня 1975 — 5 марта 1985        |
| Гречин, Михаил Степанович       |                                           | Первый Секретарь городского комитета партии      | 1976                               |
| Гордиенко, Анатолий Федорович   | 1938 — 2010                               | Первый Секретарь городского комитета партии      | декабрь 1985—1990                  |
| Богатырёв, Василий Григорьевич  |                                           | председатель городского исполнительного комитета | 5 марта 1985 — 28 июня 1987        |
| Головков, Анатолий Павлович     | 1947 — 2013                               | председатель городского исполнительного комитета | 28 июня 1987 — 26 апреля 1991      |

### Российская Федерация
| Фамилия, Имя Отчество              | Годы жизни                | Должность                        | Период руководства                |
| Иваново                            | Иваново                   | Иваново                          | Иваново                           |
| ---------------------------------- | ------------------------- | -------------------------------- | --------------------------------- |
| Круглов, Сергей Вячеславович       | 1949—2004                 | глава администрации              | апрель 1991 — 24 декабря 1991     |
| Круглов, Сергей Вячеславович       | 1949—2004                 | глава города                     | 24 декабря 1991 — 1 декабря 1996  |
| Зелёнкин, Виктор Васильевич        | род. 1947                 | председатель Городского Совета   | 1992 — 1993                       |
| Троеглазов, Валерий Васильевич     | род. 1946                 | председатель городской Думы      | апрель 1994—1996                  |
| Троеглазов, Валерий Васильевич     | род. 1946                 | глава города                     | 1 декабря 1996 — 3 декабря 2000   |
| Куликов, Вячеслав Николаевич       | род. 1947                 | председатель городской Думы      | 12 марта 1997—2004                |
| Грошев, Александр Васильевич       | род. 1947                 | глава города                     | 3 декабря 2000 — 15 декабря 2005  |
| Салихов, Извиль Фаляхович          | 1941 — 2011               | председатель городской Думы      | 17 июня 2004 — декабрь 2005       |
| Фомин, Александр Германович        | род. 1958                 | мэр                              | 15 декабря 2005 — март 2010       |
| Сверчков, Вячеслав Михайлович      | род. 1963                 | председатель городской Думы      | 14 декабря 2005 — 24 марта 2010   |
| Сверчков, Вячеслав Михайлович      | род. 1963                 | глава города                     | 24 марта 2010 — 18 марта 2015     |
| Кузьмичёв, Александр Станиславович | род. 1966                 | и. о. главы администрации        | 24 марта 2010 — 28 апреля 2010    |
| Кузьмичёв, Александр Станиславович | род. 1966                 | глава администрации города       | 28 апреля 2010 — 12 января 2015   |
| Золкин, Сергей Олегович            | род. 1969                 | и. о. глава администрации города | 12 января 2015 — 23 марта 2015    |
| Белолапова, Ольга Валентиновна     | род. 1 сентября 1963 года | и. о. главы города               | 23 марта 2015 — 11 ноября 2015    |
| Хохлов, Алексей Алексеевич         | род. 1957                 | глава администрации города       | 11 ноября 2015 — 23 сентября 2016 |
| Чебыкин, Игорь Витальевич          | род. 1969                 | и. о. главы администрации города | сентябрь 2016 — ноябрь 2016       |
| Шарыпов, Владимир Николаевич       | род. 1984                 | глава администрации города       | 15 ноября 2016 — 4 июня 2024      |
| Шаботинский, Александр Леонидович  | род. 1965                 | и. о. главы администрации города | 4 июня 2024 — 9 августа           |
|                                    |                           |                                  |                                   |